# Jacques Lizot
Jacques Lizot (Montreuil, 11 de febrero de 1938-Salé, Marruecos, 22 de junio de 2022) fue un antropólogo y lingüista francés conocido también por abusos sexuales a niños en las aldeas yanomamis de Venezuela.

## Biografía
Antiguo alumno de Claude Lévi-Strauss, Lizot era considerado como uno de los grandes especialistas de la cultura yanomami. Durante 24 años (1968-1992) vivió una experiencia única de total inserción entre los indígenas de la etnia yanomami. La obra etnológica y literaria que escribió producto de sus investigaciones hizo sensación tanto en el mundo antropológico como en el cultural. Su pasión por la lingüística le valió publicar una obra única, el Diccionario enciclopédico de la lengua yanomami.
En 1993 decidió volver a su país natal; Lizot sufrió las consecuencias de un viaje a la inversa, sintiéndose un extranjero en su tierra de origen. Aún sigue con vida y continúa sus investigaciones como apasionado lingüista volviendo a sus orígenes de antropólogo oriental estudiando la lengua árabe.
Se vio involucrado en el escándalo causado por la publicación de "Darkness in El Dorado", del periodista Patrick Tierney; acusaciones que fueron repetidas sin agregar nuevos datos por otros. En 2004, la American Anthropological Association (AAA), pasó una resolución desacreditando las afirmaciones de Tierney, que originalmente había respaldado. Una investigación detallada de la Universidad de Míchigan encontró que la mayoría de las acusaciones de Tierney no tenían fundamento, y otras habían sido exageradas.  Otras investigaciones coincidieron con esta evaluación. La AAA admitió luego el comportamiento fraudulento, impropio y falto a la ética de Tierney. 
Pese a esto, las acusaciones de Tierney hicieron mella en la reputación y el ánimo de Lizot, quien decidió no volver a trabajar en territorio yanomami y se enfocó en el mundo árabe. Sin embargo, publicó el Diccionario enciclopédico yanomami (2004), una obra cumbre de la lengua yanomami.